# Domowe melodie
Domowe Melodie – debiutancki album Domowych Melodii wydany w czerwcu 2012 roku. Ręcznie robione okładki z odciskiem po kubku z kawą zdobyły wyróżnienie w plebiscycie Cover Awarts 2013. Pochodzący z płyty utwór Grażka zadebiutował na drugim miejscu Listy Przebojów Programu III Polskiego Radia, a w kolejnym tygodniu zdobył szczyt notowania.

## Lista utworów
( na podstawie materiału źródłowego)
- 1. „Miłosna” – 2:26
- 2. „Łono” – 2:21
- 3. „Zbyszek” – 3:46
- 4. „Bunia” – 1:58
- 5. „Okruszek” – 2:57
- 6. „Grażka” – 2:12
- 7. „Tu i teraz” – 4:19
- 8. „Tato” – 1:20
- 9. „Chłopak” – 2:04
- 10. „Tak dali” – 2:16
- 11. „Buła” – 1:55
- 12. „Północ” – 3:23
- 13. „Las” – 3:13

## Twórcy
- Justyna Chowaniak
- Stanisław Czyżewski
- Jakub Dykiert
- Kornelia Grądzka
- Dobrawa Czocher
- Hania Raniszewska